# Торпедо (футбольный клуб, Харьков)
«Торпедо-ХТЗ» — украинский футбольный клуб из Харькова. Основан в 1933 году.

## Наименования
- 1933—1936 — «ХТЗ»
- 1937—1947 — «Трактор»
- 1948—1969 — «Торпедо»
- с 1970 — «ХТЗ»

## Достижения
- В первой лиге СССР — 12 место (в зональном турнире второй группы 1949 год).
- В кубке СССР — поражение в 1/16 финала (1936).

- Чемпионат Украинской ССР: бронзовый призёр — 1953
- Кубок Украинской ССР: обладатель — 1958

## Известные игроки
- Фомин, Аким Евгеньевич

## Лучший бомбардир клуба
- Трубчанинов Василий Михайлович 190 игр — 58 голов (1960—1961; 1965—1969 гг.).

## История клуба
1933 год — начало физкультурно-спортивной деятельности на стадионе ХТЗ. Грамота за активное участие заводского физкультколлектива во Всесоюзном смотре.
1936 год — успешное выступление футбольной команды «ХТЗ-Трактор» в первенстве СССР. Создана школа юных футболистов.
1946 год — первая послевоенная спартакиада ХТЗ. Юношеская футбольная команда ХТЗ стала Чемпионом  города.
1948 год — футбольная команда ХТЗ «Торпедо» — финалист первенства и обладатель кубка профсоюзов СССР.
1958 год — футболисты ХТЗ (ст. тренер Д.М. Васильев) — обладатели Кубка Украины.
1959 год — серия международных матчей футбольной команды в Марокко. Участие «Торпедо» в 7 Всемирном фестивале молодежи и студентов в Австрии(серебряные награды).
2001 год — на базе стадиона ХТЗ создано коммунальное предприятие «Областной спорткомплекс «ХТЗ», а в декабре- ДЮСШ ОСК «ХТЗ».
2013 год — 80-летие стадиона ХТЗ.

## Тренеры
- Дмитрий Васильев (1948 — 1959)
- Александр Шевцов (1960 — 1961)
- Николай Усиков (1962 — 1963)
- Александр Бутенко (1964 — 1968)